# 투르쿠 포리주

투르쿠 포리주의 문장

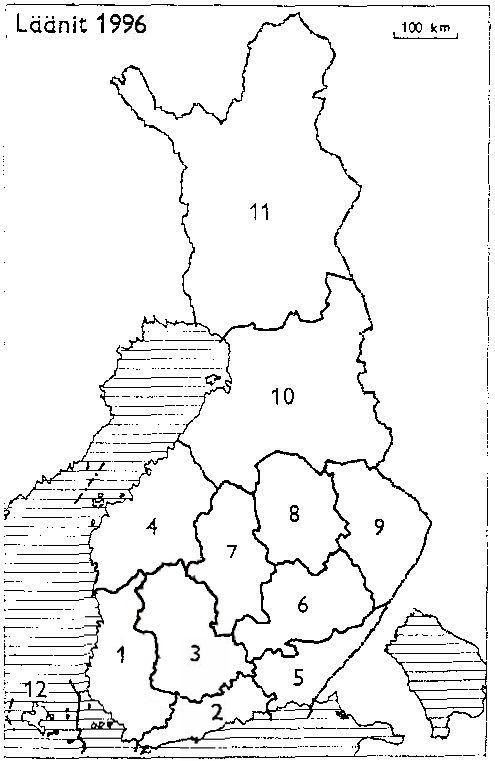
1996년 당시에 존재했던 핀란드의 주 지도 (1번이 투르쿠 포리주)

투르쿠 포리주(핀란드어: Turun ja Porin lääni) 또는 오보 비에르네보리주(스웨덴어: Åbo och Björneborgs län)는 과거 핀란드에 존재했던 주로 주도는 투르쿠이며 면적은 20,721km2(1993년 당시 면적), 인구는 731,786명(1993년 당시 인구), 인구 밀도는 35.3명/km2이었다.
스웨덴의 지배하에 있던 1634년에 신설되었으며 주 이름은 주 안에 있는 도시인 투르쿠와 포리에서 유래된 이름이다. 러시아 제국의 핀란드 대공국 시대였던 1809년부터 1917년까지는 아보비요르네보르크현(러시아어: Або-Бьёрнеборгская губерния)이라고 불렀다. 1918년 올란드 제도가 투르쿠 포리주에서 분리되었다. 1997년 행정 구역 개편 당시에 해메주 북부와 바사주, 중앙핀란드주와 함께 서핀란드주로 합병되면서 폐지되었다.